# Zawrat
Der Zawrat (dt. „Zawrat-Pass“ oder „Riegelscharte“) ist ein Gebirgspass im Süden der polnischen Woiwodschaft Kleinpolen in der Hohen Tatra. Der Pass liegt auf der Grenze der Gemeinden Zakopane und Bukowina Tatrzańska auf dem Ostgrat des Massivs der Świnica und verbindet das Tal Dolina Czarna Gąsienicowa mit dem Kegelkar (Dolina pod Kołem). Der Pass liegt 2159 m ü.N.N. und grenzt an die Gipfel Unterer Seealmturm (Zawratowa Turnia) sowie Kleiner Gemsenberg (Mały Kozi Wierch).

## Tourismus
▬ Auf dem Pass beginnt der rot markierte Höhenweg Orla Perć.
▬ Über den Pass führt ein blau markierter Wanderweg vom Fünfseental ins Seealmtal.

## Erstbesteigung
Er wurde 1842 von Jakub Krauthofer und Jan Para zum ersten Mal urkundlich nachweisbar bestiegen.

## Panorama

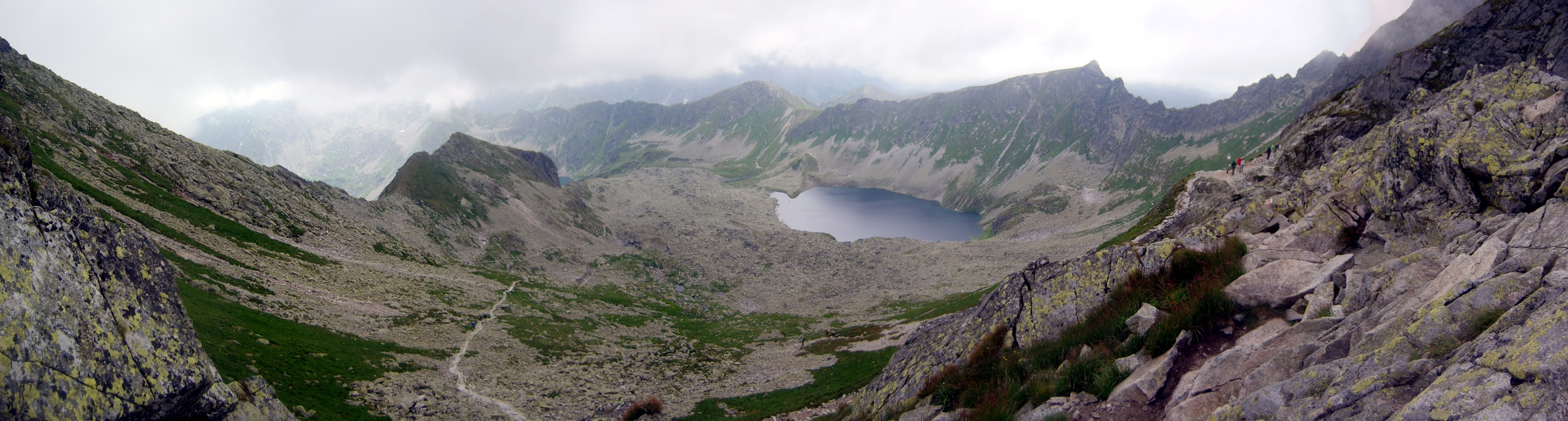
Panorama vom Pass in das Tal Dolina Pięciu Stawów Polskich